# Yuki Ishida
Yuki Ishida (石田 祐樹 Ishida Yuki?), född 4 november 1980 i Hokkaido prefektur, är en japansk före detta fotbollsspelare.
Ishida började sin karriär 2003 i Shonan Bellmare. 2005 flyttade han till Tokushima Vortis. Han spelade 159 ligamatcher för klubben. Efter Tokushima Vortis spelade han för Matsumoto Yamaga FC och Fujieda MYFC. Han avslutade karriären 2012.